# Los Pedrones
Los Pedrones és una pedania del municipi valencià de Requena (Plana d'Utiel). El 2009 tenia 206 habitants.

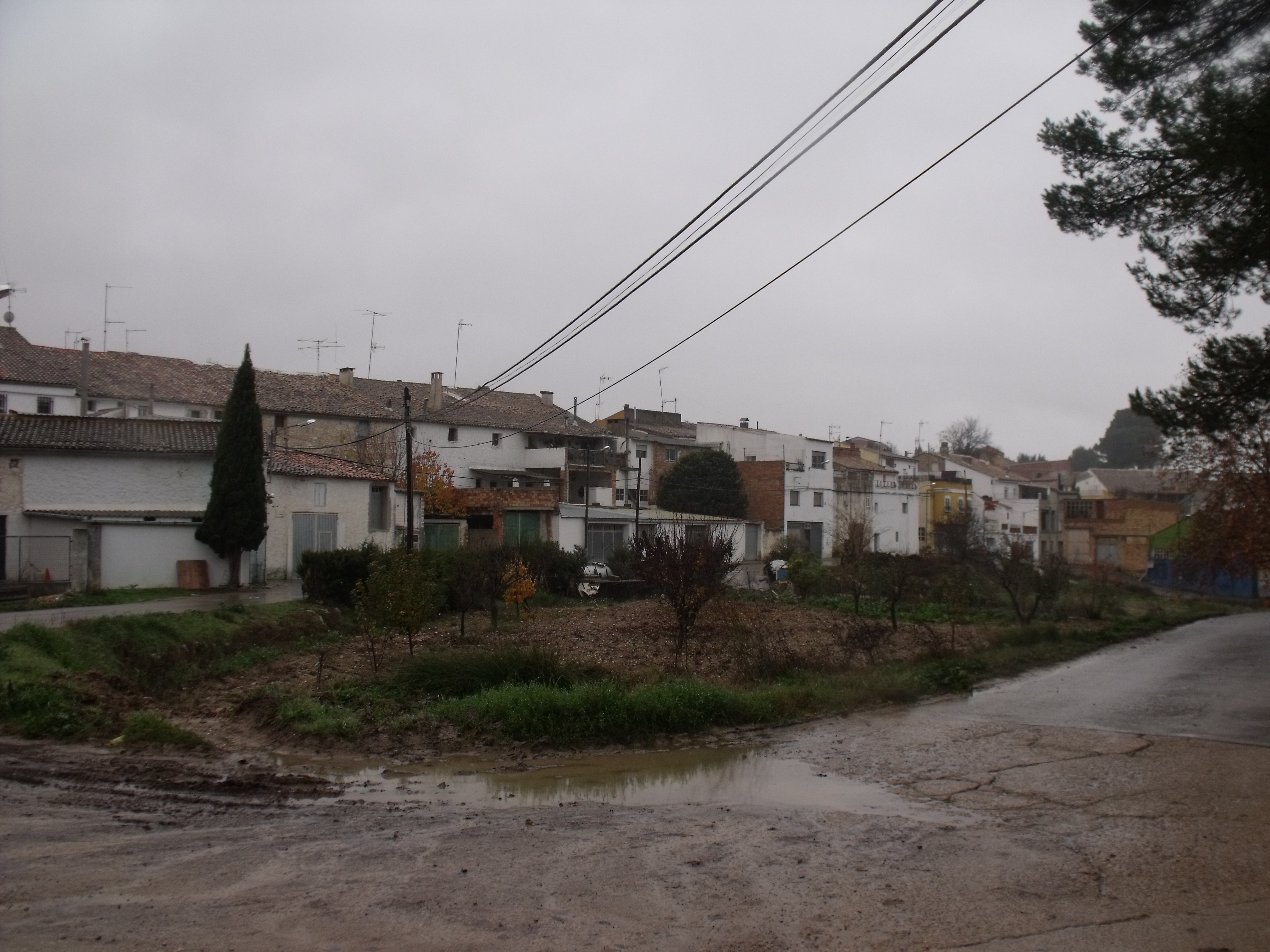
Habitatges a Los Pedrones

## Geografia
Situat al sud del terme municipal de Requena, a uns 20 quilòmetres d'aquesta, és una pedania que esdevé capçalera a la resta de pedanies i llogaret dels voltants (com Casas de Sotos, Fuen Vich o la Cabezuela), pels seus serveis i dinàmica activitat comercial.
El nucli de los Pedrones se situa a l'oest de la Serra de Martés, a meitat camí entre Cofrents i Requena. S'arriba per la N-330 que creua el nucli. Fins a tres autobusos diaris comuniquen el llogaret amb Requena i València.

## Història
L'origen de los Pedrones es remunta al segle xvii amb la instal·lació d'una sèrie de colònies, a fi de transformar en terres de cultiu les deveses i muntanyes propietat del municipi. Arribats des de la Manxa, Tomás, Francisco i Antonio Pedrón, els primitius "pedrones", van conrear aquestes terres i amb les seves descendents van construir diferents cases de labor.
Els dos barris existents en el llogaret són el Barri de Dalt i el Barri de Baix, que van quedar units en l'any 1911, al passar la carretera per la zona intermèdia.

## Demografia i economia

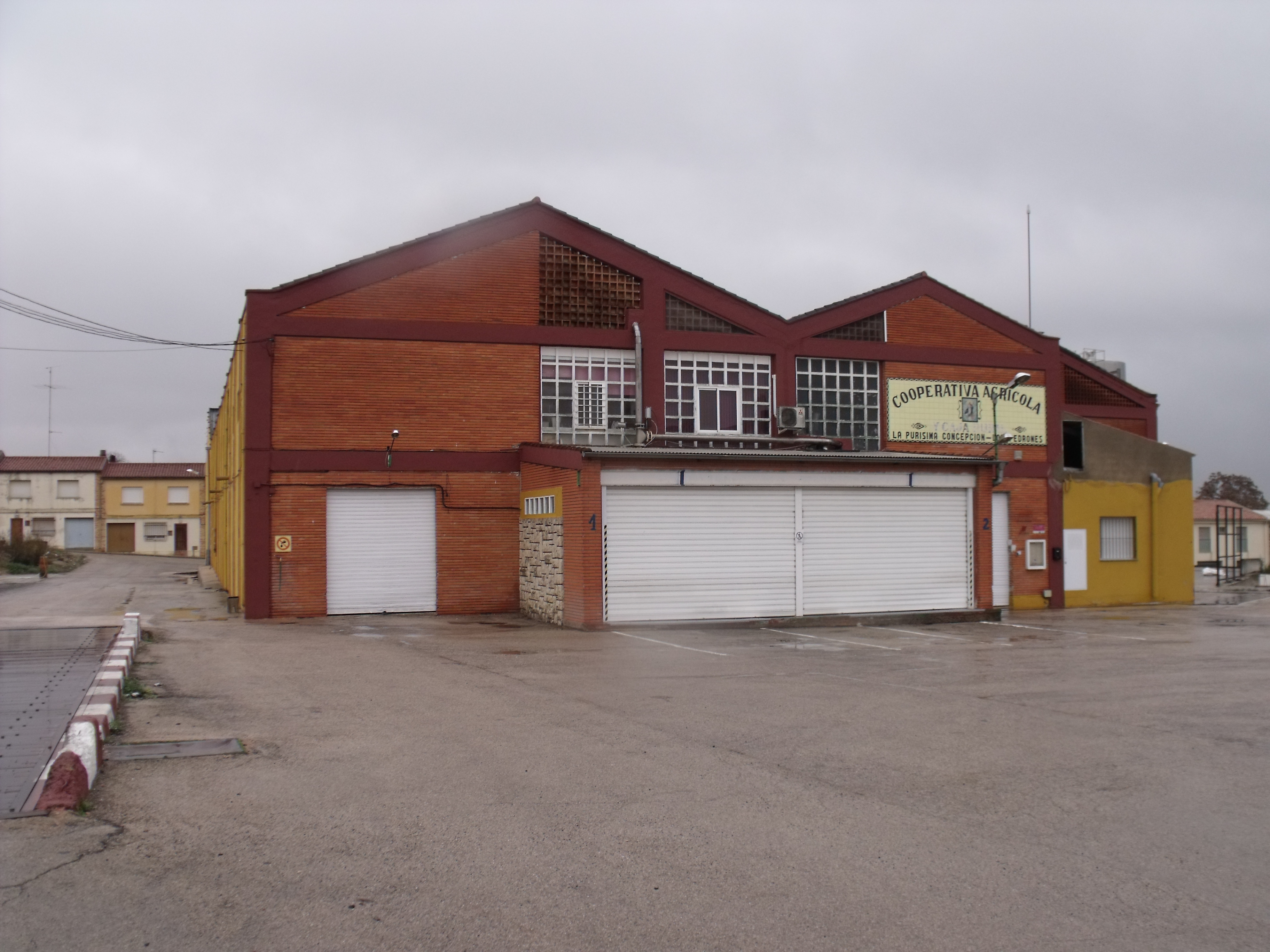
Cooperativa agrícola

La població de los Pedrones, d'uns 200 habitants, es multiplica en èpoques d'estiu, caps de setmana i vacances en general. L'abundant oferta de serveis i activitat comercial fan de los Pedrones capçalera dels altres llogarets dels voltants. Està la Cooperativa Agrícola de la Puríssima Concepció, on arriba raïm de molt diversos punts, una petita però destacada indústria de formatges i iogurts de cabra fets a l'estil més tradicional, diversos comerços que assorteixen dels productes de primera necessitat, a més de bars, estació gasolinera i una pensió.

## Llocs d'interés i festes

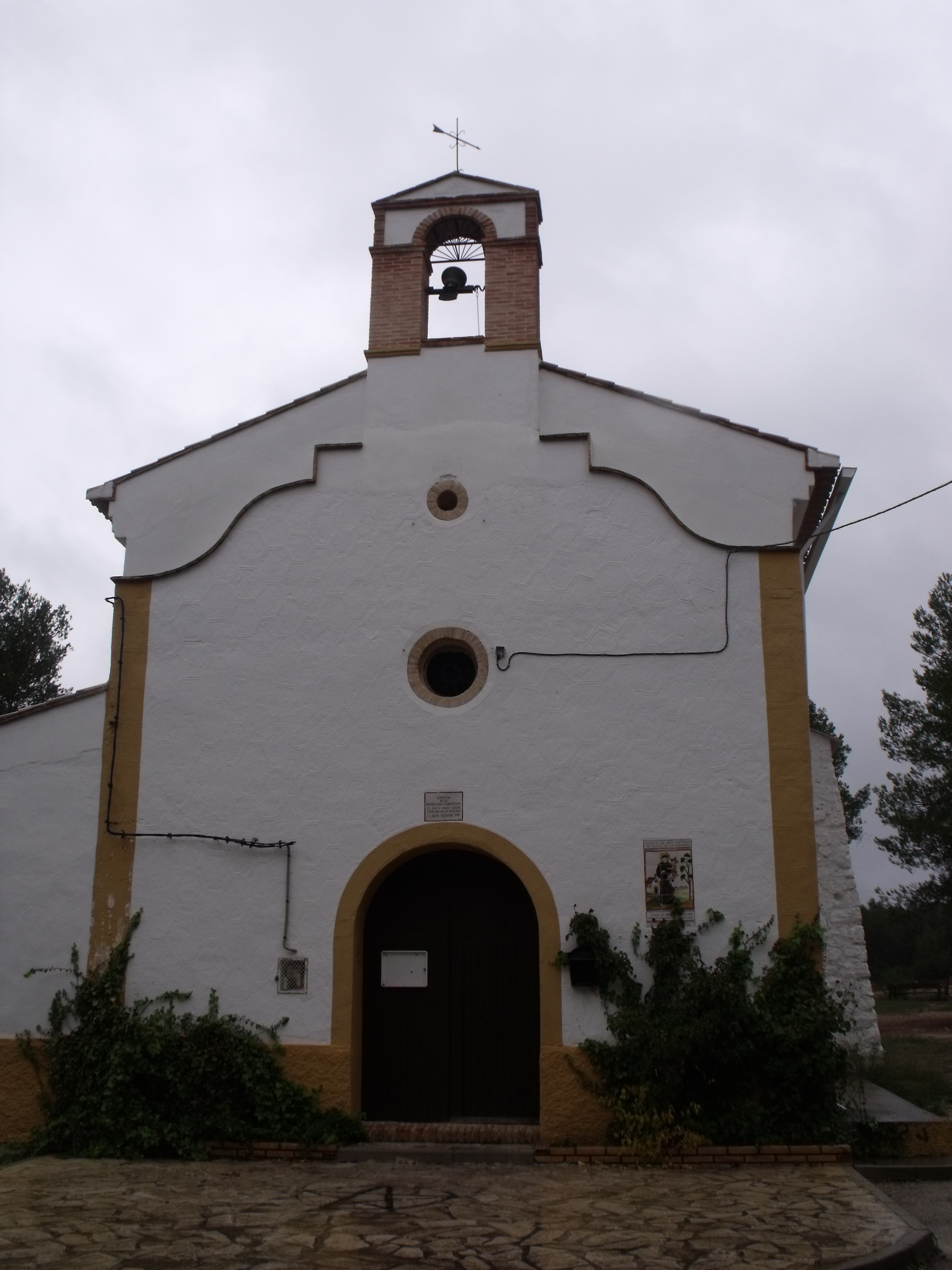
Ermita

Los Pedrones té una Ermita, recentment restaurada en l'any 2002. Els patrons de la població són la Puríssima Concepció (8 de desembre) i Sant Antoni Abad (17 de gener), celebrant-se en aquestes dates les festes locals. En ambdues festivitats s'organitzen processons que recorren tota la població, tenint com punt de sortida i d'arribada l'Ermita.
En les festes de La Puríssima es fa un concurs de podar, en el qual es demostra l'habilitat amb les tisores. En les de San Antón se celebra una subhasta entre els assistents tot tipus d'objectes, animals, aliments, etc., que prèviament han estat donats pels veïns. La recaptació es destina al manteniment de l'Ermita.